# Patrick Flatley
Patrick William Flatley (né le 3 octobre 1963 à Toronto en Ontario) est un joueur professionnel canadien de hockey sur glace. Il évolue au poste d'ailier.

## Biographie

### Carrière en club
En 1981, Flatley poursuit un cursus universitaire à l'Université du Wisconsin à Madison. Il évolue avec les Badgers du Wisconsin dans le Championnat NCAA pendant deux saisons. l'équipe remporte le championnat en 1983. Lors du repêchage d'entrée dans la LNH 1983, il est choisi au premier tour, à la vingt-et-unième position au total par les Islanders de New York. Il passe professionnel en 1983 et découvre la Ligue nationale de hockey avec les Islanders. En 1991, il est nommé capitaine des Islanders. Il met un terme à sa carrière en 1997 après une dernière saison avec les Rangers de New York.

### Carrière internationale
Il représente le Canada au niveau international.

## Statistiques

### En club
| Saison    | Équipe                 | Ligue         |    | Saison régulière | Saison régulière | Saison régulière | Saison régulière | Saison régulière |   | Séries éliminatoires | Séries éliminatoires | Séries éliminatoires | Séries éliminatoires | Séries éliminatoires |
| Saison    | Équipe                 | Ligue         | PJ | B                | A                | Pts              | Pun              | PJ               | B | A                    | Pts                  | Pun                  |                      |                      |
| 1981-1982 | Badgers du Wisconsin   | WCHA          | 33 | 17               | 20               | 37               | 65               | -                | - | -                    | -                    | -                    |                      |                      |
| 1982-1983 | Badgers du Wisconsin   | WCHA          | 43 | 25               | 44               | 69               | 76               | -                | - | -                    | -                    | -                    |                      |                      |
| 1983-1984 | Islanders de New York  | LNH           | 16 | 2                | 7                | 9                | 6                | 21               | 9 | 6                    | 15                   | 14                   |                      |                      |
| 1983-1984 | Team Canada            | International | 64 | 34               | 20               | 54               | 206              | -                | - | -                    | -                    | -                    |                      |                      |
| 1984-1985 | Islanders de New York  | LNH           | 78 | 20               | 31               | 51               | 106              | 4                | 1 | 0                    | 1                    | 6                    |                      |                      |
| 1985-1986 | Islanders de New York  | LNH           | 73 | 18               | 34               | 52               | 66               | 3                | 0 | 0                    | 0                    | 21                   |                      |                      |
| 1986-1987 | Islanders de New York  | LNH           | 63 | 16               | 35               | 51               | 81               | 11               | 3 | 2                    | 5                    | 6                    |                      |                      |
| 1987-1988 | Islanders de New York  | LNH           | 40 | 9                | 15               | 24               | 28               | -                | - | -                    | -                    | -                    |                      |                      |
| 1988-1989 | Islanders de New York  | LNH           | 41 | 10               | 15               | 25               | 31               | -                | - | -                    | -                    | -                    |                      |                      |
| 1988-1989 | Indians de Springfield | LAH           | 2  | 1                | 1                | 2                | 2                | -                | - | -                    | -                    | -                    |                      |                      |
| 1989-1990 | Islanders de New York  | LNH           | 62 | 17               | 32               | 49               | 101              | 5                | 3 | 0                    | 3                    | 2                    |                      |                      |
| 1990-1991 | Islanders de New York  | LNH           | 56 | 20               | 25               | 45               | 74               | -                | - | -                    | -                    | -                    |                      |                      |
| 1991-1992 | Islanders de New York  | LNH           | 38 | 8                | 28               | 36               | 31               | -                | - | -                    | -                    | -                    |                      |                      |
| 1992-1993 | Islanders de New York  | LNH           | 80 | 13               | 47               | 60               | 63               | 15               | 2 | 7                    | 9                    | 12                   |                      |                      |
| 1993-1994 | Islanders de New York  | LNH           | 64 | 12               | 30               | 42               | 40               | -                | - | -                    | -                    | -                    |                      |                      |
| 1994-1995 | Islanders de New York  | LNH           | 45 | 7                | 20               | 27               | 12               | -                | - | -                    | -                    | -                    |                      |                      |
| 1995-1996 | Islanders de New York  | LNH           | 56 | 8                | 9                | 17               | 21               | -                | - | -                    | -                    | -                    |                      |                      |
| 1996-1997 | Rangers de New York    | LNH           | 68 | 10               | 12               | 22               | 26               | 11               | 0 | 0                    | 0                    | 14                   |                      |                      |

### En équipe nationale
| Année | Compétition                 |   | PJ | B | A | Pts | Pun | +/-                |  | Résultat |
| 1983  | Championnat du monde junior | 7 | 4  | 0 | 4 | 6   |     | Médaille de bronze |  |          |
| 1983  | Championnat du monde        | 6 | 0  | 0 | 0 | 2   |     | Médaille de bronze |  |          |
| 1984  | Jeux olympiques             | 7 | 3  | 3 | 6 | 20  |     | Quatrième place    |  |          |